# All Out 2020
All Out (2020) was een professioneel worstel-pay-per-view (PPV) evenement dat georganiseerd werd door All Elite Wrestling (AEW). Het was de tweede editie van All Out en vond plaats op 5 september 2020 in Daily's Place in Jacksonville, Florida.
Het evenement zou eigenlijk plaats vinden in het Sears Center. De gouverneur van Illinois, J. B. Pritzker, vaardigde sinds 9 maart 2020 een ramp af, die grote openbare bijeenkomsten verbood vanwege de COVID-19-pandemie die de staat trof.

## Matches
| Nr. | Match | Winnaar(s)                                         | Opmerkingen                                                                                            | Bron  |
| --- | --- | -------------------------------------------------- | --- | ----- |
| 1P  | Joey Janela (met Sonny Kiss) vs. Serpentico (met Luther) | Joey Janela                                        | Een-op-een match.                                                                                      | [ 4 ] |
| 2P  | Private Party (Isiah Kassidy & Marq Quen) vs. The Dark Order (Alex Reynolds & John Silver) | Private Party                                      | Tag team match.                                                                                        | [ 4 ] |
| 3   | Big Swole vs. Dr. Britt Baker, D.M.D. (met Rebel) | Big Swole                                          | Tooth en Nail match.                                                                                   | [ 4 ] |
| 4   | The Young Bucks (Matt & Nick Jackson) vs. Jurassic Express (Jungle Boy & Luchasaurus) (met Marko Stunt)                                                                                          | The Young Bucks                                    | Tag team match.                                                                                        | [ 4 ] |
| 5   | 21-man Casino Battle Royale voor een toekomende AEW World Championship match. | Lance Archer                                       | Archer won door Eddie Kingston als laatste te elimineren.                                              | [ 4 ] |
| 6   | Matt Hardy vs. Sammy Guevara | Matt Hardy                                         | Broken Rules match Als Hardy had verloren, moest hij AEW verlaten.                                     | [ 4 ] |
| 7   | Hikaru Shida (c) vs. Thunder Rosa | Hikaru Shida                                       | Een-op-een match voor het AEW Women's World Championship.                                              | [ 4 ] |
| 8   | Matt Cardona, Scorpio Sky & The Natural Nightmares (Dustin Rhodes & QT Marshall) (met Allie & Brandi Rhodes) vs. The Dark Order (Brodie Lee, Colt Cabana, Evil Uno & Stu Grayson) (met Anna Jay) | Matt Cardona, Scorpio Sky & The Natural Nightmares | 8-man tag team match.                                                                                  | [ 4 ] |
| 9   | FTR (Cash Wheeler & Dax Harwood) (met Tully Blanchard) vs. Kenny Omega & Adam Page (c) | FTR (nc)                                           | Tag team match voor het AEW World Tag Team Championship.                                               | [ 4 ] |
| 10  | Orange Cassidy vs. Chris Jericho | Orange Cassidy                                     | Mimosa Mayhem match. Cassidy won door Jericho in een bad met mimosa te gooien.                         | [ 4 ] |
| 11  | Jon Moxley (c) vs. MJF (met Wardlow) | Jon Moxley                                         | Een-op-een match voor het AEW World Championship. Moxley mocht zijn afwerkingsbeweging nier gebruiken. | [ 4 ] |